# Olivera Lazarević
Mileva Olivera Lazarević (serbio: Оливера Лазаревић, 1373 - 1444), también conocida como Despina Hatun u Olivera Hatun, era hija de Lazar Hrebeljanović, de la casa de Lazarević y cuarta esposa del sultán Bayezid I.

## Vida
Olivera era la hija menor del príncipe Lazar de Serbia y Milica Nemanjić. Nació alrededor de 1372, en Kruševac (Serbia del Morava), pero se desconoce una fecha exacta. En esa época, los niños principescos recibían una buena educación: etiqueta, lectura, escritura, matemáticas, canto, latín y griego, teología cristiana y filosofía.

## Vida en el Harén
Pronto Serbia se convirtió en vasallo del Imperio Otomano y se comprometió a pagar tributo y suministrar tropas al ejército otomano. El gobierno del país fue asumido por Stefan Lazarevich, hermano de Olivera. Cuando tenía doce años Olivera fue enviada al harén de Bayezid, se convirtió en una de varias de sus esposas. Después de su matrimonio con Bayezid I, tomó el nombre de Despina Hatun. El harén del sultán estaba ubicado en la entonces capital europea de los otomanos, en la ciudad de Edirne. Los hermanos Oliver, Stefan y Vuk, también acudieron al sultán para reconocer su posición vasalla. Autores serbios escriben que Olivera no aceptó el islam en matrimonio, conservando la religión cristiana. Según las fuentes, Olivera era muy hermosa y tuvo una gran influencia en el sultán, inclinándolo a preferencias a favor de su hermano Stefan. El historiador y teólogo Nicola Guillén valora el matrimonio de Olivera en ese momento como la solución más racional para la supervivencia del pueblo serbio y del Estado serbio. 
La madre de Olivera, la princesa Milica, en 1393 acudió al sultán con una solicitud de permiso para transferir las reliquias de Santa Paraskeva de Serbia de Valaquia a Belgrado. El historiador Vladimir Čorović escribe que, gracias a Olivera, Milica fue bien recibida. Esto fue seguido por una visita de Stefan, que fue amenazado por sospechas de traición. Anteriormente, Esteban, que participaba activamente en la política, se alió con el rey húngaro Segismundo. Según los historiadores, Olivera jugó un papel importante en el hecho de que Stefan evitó la ira del sultán e incluso fortaleció las buenas relaciones con él. La familia Lazar ocupaba una posición más alta en la corte de Bayezid en comparación con otra nobleza serbia, principalmente en comparación con Brankovichi. 

## Cautiverio

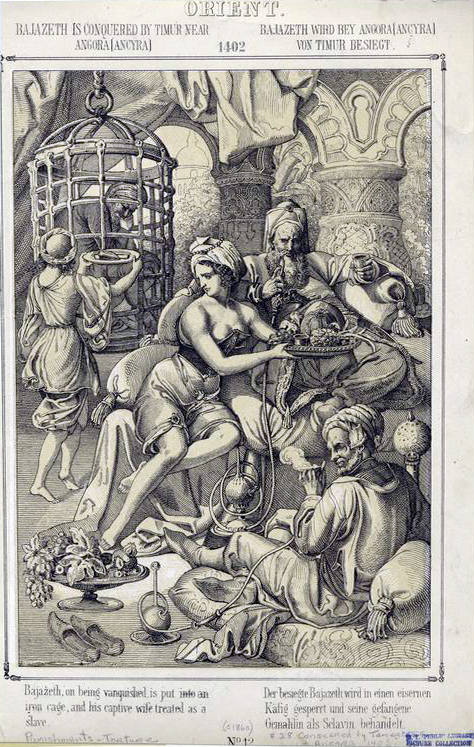
Humillación de Despina Hatun y Bayezid I, bajo el cautiverio de Timur.

En 1402, el comandante de Asia Central, Tamerlán, derrotó al ejército otomano en la Batalla de Angora, donde los serbios dirigidos por Esteban lucharon del lado de Bayezid. Olivera y su esposo fueron capturados por Tamerlán. Aproximadamente un año después, Tamerlane la dejó ir, esto sucedió después de la muerte de su esposo. Hay diferentes versiones sobre las circunstancias de su estancia en cautiverio. Según una versión, Oliver y Bayezid fueron sometidos a varias humillaciones: Bayezid fue puesto en una jaula, alimentado con basura y Olivera fue obligada a servir desnuda durante las fiestas de Tamerlán y sus cortesanos. Desesperado, Bayazid se golpeó la cabeza contra los barrotes de la jaula, incapaz de presenciar la humillación de su esposa. Esta descripción la da el cronista bizantino Laonik Chalkokondil, y luego - Mavro Orbini en su "Historia de los eslavos". Otras fuentes, en particular, Konstantin de Ostrovitsa, fuentes turcas y mongolas, Konstantin el Filósofo, Djordje Brankovich, Jovan Rajic, creen que Tamerlán trató a los prisioneros con bastante respeto. Sin embargo, las fuentes coinciden en que Bayazid murió en cautiverio por una razón u otra, y Olivera fue liberada de inmediato. El historiador serbio Stojan Novakovic y otros historiadores creen que esta leyenda, aun siendo ficticia (sobre el acoso en cautiverio y el suicidio de Bayezid), testimonia el gran apego emocional del sultán por su esposa. Novakovich escribe que esto refleja el hecho de que Olivera en el harén se ganó el corazón de Bayezid (a quien se describe como una persona muy apasionada), y esto explica la posición privilegiada de la familia Lazar. Olivera regresó a Serbia en la primavera de 1403.

## Vida en Serbia
Después de regresar a Serbia, vivió por un corto tiempo en un monasterio en el pueblo de Manastyritsa cerca de Kladovo. Luego se trasladó a la nueva capital serbia de Belgrado, donde vivió en la corte de Stefan, y fue su asesora. Olivera fue especialmente útil para su hermano durante la lucha de los pretendientes al poder en el Imperio Otomano, en la que se vio envuelto Stefan, ya que conocía a los hijos de Bayezid. Después de la muerte de Esteban en 1427 y la caída de Belgrado en manos de los húngaros, Olivera vivió con su sobrino Georgi Branković en Smederevo, donde se trasladó la capital. Murió alrededor de 1444, se desconoce el lugar del entierro.